# Новогальцовка
Новога́льцовка (рос. Новогальцовка) — селище у складі Третьяковського району Алтайського краю, Росія. Входить до складу Староалейської сільської ради.

## Населення
Населення — 107 осіб (2010; 127 у 2002).
Національний склад (станом на 2002 рік):
- росіяни — 94 %